# Berita
Berita, pseudonimo di Gugulethu Khumalo (Bulawayo, 27 giugno 1991), è una cantante zimbabwese.

## Biografia
Berita, nata e cresciuta tra Bulawayo, la Nuova Zelanda e il Sudafrica, è stata candidata per la prima volta ai Zimbabwe Music Awards nel 2021, occasione in cui si è contesa i riconoscimenti al miglior R&B e soul e il miglior album dell'anno per Jikizinto.
Songs in the Key of Love (2020), quarto album in studio, è stato riconosciuto con un South Africa Music Award.

## Discografia

### Album in studio
- 2012 – Conquering Spirit
- 2014 – Songs of Empowerment
- 2017 – Berita
- 2020 – Songs in the Key of Love

### Singoli
- 2015 – Mwana wa mai
- 2017 – Surpises
- 2019 – Ndicel'ikiss
- 2020 – Yours
- 2020 – Jikizinto
- 2020 – Siyathandana
- 2020 – Ungandibulali (con Ndlovu Youth Choir)
- 2023 – Peace of Mind (feat. Abidoza & Alie Keys)
- 2023 – Body